# 上阿兰
上阿兰（西班牙語：Alto Arán，奧克語發音：[ˈnawt aˈɾan]）是西班牙加泰罗尼亚莱里达省的一个市镇。 总面积255平方公里，总人口1780人（2013年），人口密度7人/平方公里。